# Puduvayal
Puduvayal è una suddivisione dell'India, classificata come town panchayat, di 9.079 abitanti, situata nel distretto di Sivaganga, nello stato federato del Tamil Nadu. In base al numero di abitanti la città rientra nella classe V (da 5.000 a 9.999 persone).

## Geografia fisica
La città è situata a 13° 19' 60 N e 80° 10' 0 E e ha un'altitudine di 11 m s.l.m..

## Società

### Evoluzione demografica
Al censimento del 2001 la popolazione di Puduvayal assommava a 9.079 persone, delle quali 4.507 maschi e 4.572 femmine. I bambini di età inferiore o uguale ai sei anni assommavano a 1.069, dei quali 595 maschi e 474 femmine. Infine, coloro che erano in grado di saper almeno leggere e scrivere erano 6.674, dei quali 3.645 maschi e 3.029 femmine.